# Dufourea arkeuthos
Dufourea arkeuthos är en biart som beskrevs av Ebmer 2004. Dufourea arkeuthos ingår i släktet solbin, och familjen vägbin. Inga underarter finns listade i Catalogue of Life.